# Michael Ball (anglikán pap)
Michael Ball (1932. február 14. –) anglikán pap, a Dicsőséges Mennybemenetel Közösségének alapítója. 1990 és 1997 között Truro püspöke volt.
Tanulmányi idejét Cambridge-ben a Lancing College-ben és a Queens' College-ben töltötte. Miután végzett, Stroudban kémiát és biológiát tanított, majd később 1975-ig az alsó iskola igazgatója volt. 1976 és 1980 között Sussex University káplánja, 1980 és 1990 között Jarrow segédpüspöke, majd később Truro 13. püspöke lett. Ő volt az első püspök, aki nőket is pappá szentelt.
1960-ban Ball ikertestvérével, Peter Ballal szerzetesrendet alapított Stroudban. Testvére későőbb Lewes segédpüspöke, (1977–1992) majd Gloucester püspöke lett. Tisztségéből 1993-ban lemondott, mikor egy 17 éves szerzetes tanítvány eladta történetét a News of the Worldnek, mely szerint Péter atya nemi erőszakot követett el ellene, bár soha nem ítélték el, és a körülmények mind a mai napig tisztázatlanok.

Michael Ball a 2002-ben megjelent Foolish Risks of God című, az Újszövetség példabeszédeivel foglalkozó könyvének bevezetőjében a következőt írja a példabeszédekről: 

„A világegyetem legmélyebb problémáit mutatja be azok egyszerűségében, legyen szó a szabad akaratról, és a választásról, a jutalomról vagy büntetésről, hatalomról vagy hatalomnélküliségről, igazságról, könyörületről, és Jézus mindig tisztában van képességeinkkel, tudja hogyan érthetjük meg ezek jelentőségét. Mindez annak ellenére igaz, hogy az Evangélium írói és a lelkipásztorok azóta is ezt próbálják velünk megértetni. Ezek nem a viselkedésre vonatkozó kikötések, bár udvariasan megpróbálnak terelni. Ezen felül nem is fekete vagy fehér morzsái a teológiának. Az Istenhez vezető utat jelölik ki, és eligazítást adnak az élethez és a szeretethez.” 